# مقاطعة شيلبي (تينيسي)
مقاطعة شيلبي هي مقاطعة في تينيسي، بلغ عدد سكانها 927٬644  نسمة، في 2010، عاصمتها ممفيس، تينيسي، تبلغ مساحتها 2٬030 كيلومتر مربع.

## معرض صور

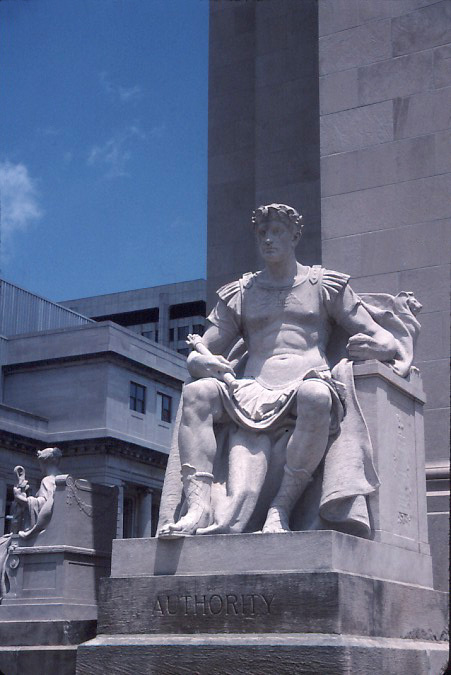
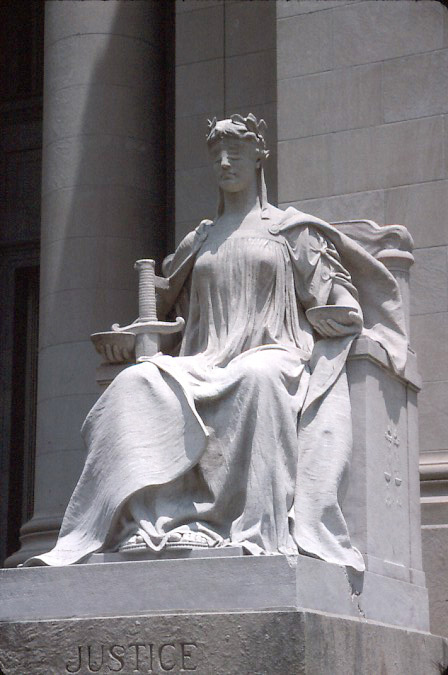
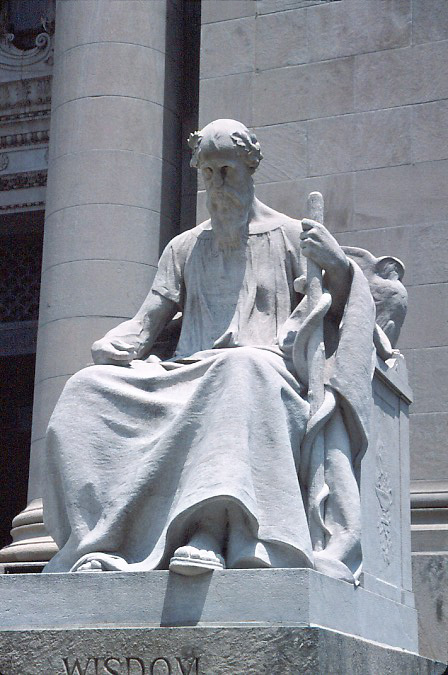

## الموقع
تشترك في الحدود مع:
- مقاطعة تيبتون (تينيسي)
- مقاطعة ديسوتو (ميسيسيبي).

## التقسيمات الإدارية
- ممفيس، تينيسي.

## أعلام
- تشارلز هاريسون ماسون
- أو. في. رايت